# Simone Marino
Simone Marino (Firenze, 8 dicembre 1996) è un karateka italiano, specializzato nel kumite, campione europeo a Kocaeli 2017.

## Biografia
All'età di 20 anni è stato convocato ai campionati europei di Kocaeli 2017 per gareggiare nella categoria individuale +84 chilogrammi ed ha vinto la medaglia d'oro, battendo in finale il pluricampione mondiale turco Enes Erkan.
Ha vinto la medaglia di bronzo nel kumite a squadre ai mondiali di Madrid 2018, gareggiando con i connazionali Ahmed El Sharaby, Nello Maestri, Rabia Jendoubi, Luca Maresca, Michele Martina e Andrea Minardi.
Ha rappresentato l'Italia ai Giochi del Mediterraneo di Tarragona 2018, classificandosi al quinto posto nel torneo degli 86 chilogrammi.

## Palmarès
- Mondiali

Madrid 2018: bronzo nel kumite a squadre;
- Europei

Kocaeli 2017: oro nei +84kg.;